# Tổ hợp lọc dầu Paraguaná
Tổ hợp lọc dầu Paraguaná (tiếng Tây Ban Nha: Centro de Refinación de Paraguaná) là một nhà máy lọc dầu nằm ở bang Falcón Venezuela hiện là nhà máy lọc dầu lớn thứ nhì trên thế giới, chỉ sau nhà máy lọc dầu Jamnagar ở Ấn Độ. Tổ hợp này là kết quả của việc hợp nhất nhà máy lọc dầu Amuay, nhà máy lọc dầu Bajo Grande và nhà máy lọc dầu Cardón. Đến thời điểm năm 2012, tổ hợp lọc 955 ngàn thùng dầu mỗi ngày (151.800 m3/ngày).

## Sự cố

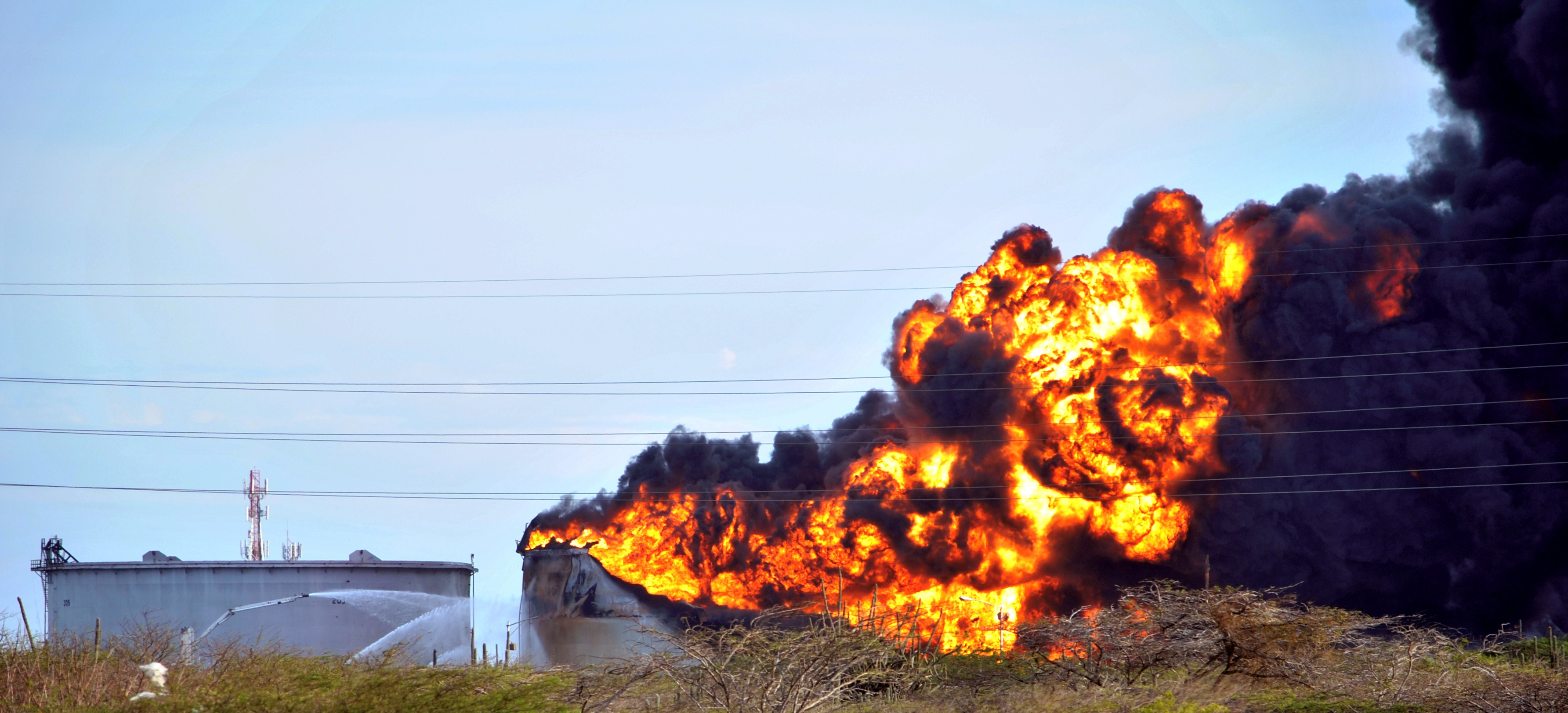
Vụ nổ Tổ hợp lọc dầu Paraguaná

Đêm 25 tháng 8 năm 2012, đã xảy ra vụ nổ khiến ít nhất 41 người thiệt mạng và khiến hoạt động tại tổ hợp lọc dầu này phải ngừng hoạt động trong vòng ít nhất 2 ngày. Ngoài ra còn có thêm ít nhất 80 người bị thương trong vụ nổ  Theo thống đốc bang Falcon Stella Lugo, trong số người tử nạn có một cậu bé 10 tuổi.. Một số ngôi nhà xung quanh nhà máy cũng bị thiệt hại. Tuy nhiên ngọn lửa hiện đã được kiểm soát và khả năng xảy ra những vụ nổ tiếp theo là rất nhỏ.